# Johannes Lahti
Johannes Kristian Lahti (Turku, 29 de maio de 1952 – Turku, 1 de março de 2017) foi um atleta finlandês de decatlo que participou dos Jogos Olímpicos de Verão de 1976 e de 1980.